# Saifores

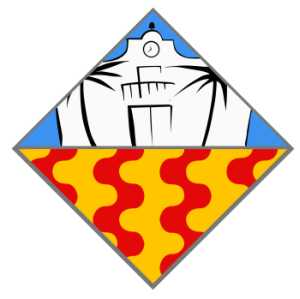
Escut de Saifores

Saifores és un barri pertanyent al municipi de Banyeres del Penedès, situat a l'extrem Sud-oest del terme, al bell mig de la comarca del Baix Penedès. Hi habiten 68 habitants (2018).

## Etimologia
El mot "Sai-" podria provindre del mot Sâl que en llatí significa "mar", i "-Fores" pot derivar del mot llatí: Foris que significa "porta, entrada". Hom pensa que Saifores, pot significar "porta del mar", ja que el poble és relativament prop del mar i des d'ell es poden contemplar perfectament les platges del Vendrell, igualment no hi ha consens sobre això, ja que cap lingüista acreditat s'hi ha pronunciat.

## Història
Es té constància que els ibers ja vivien per la contrada de Saifores. Se n'han trobat nombroses restes arqueològiques als terrenys de Saifores, i se sap que al poble veí, Les Masies de Sant Miquel hi havia un poblat iber, que, tot i les poques prospeccions que s'hi han dut a terme, pot tractar-se d'un dels més ben conservats de Catalunya. A Saifores mateix, durant les obres del clavegueram, es van trobar a la plaça vella unes sitges iberes.
La primera constància escrita sobre Saifores com a topònim, data de l'any 1152 i un altre document de la primera meitat del Segle XII parla d'un personatge anomenat Saifores. En un altre document datat l'any 1414, es parla de la Capella de Sant Pere de Saifores.
També, als marges de la Riera de Banyeres a poca distància del nucli, hi ha restes de dos molins fariners, el Molí de Can Mata i el dels Guànecs ambdós d'origen medieval.
Del primer, al marge dret de la riera, se'n conserva el cos de l'edificació de tres pisos.
Del segon, el dels Guànecs al marge esquerre se'n conserva en molt bon estat la càmera on es trobava el
carcabà o cacau, estança on queia l'aigua a molta pressió i feia girar la roda hidràulica que transformava l'energia hidràulica en mecànica mitjançant un eix que movia la mola en el pis superior. Es tracta d'un recinte de planta rectangular d'uns 7m de llargada i 4m d'amplada cobert amb una volta de canó tot en pedra.No és visible des de l'exterior, ja que és dins el recinte de la masia de Can Ravella i forma part de l'edificació.

## Demografia i economia
A Saifores hi viuen 68 persones (segons el cens del 2018), quasi tots ells adults, ja que pocs joves es queden al poble a viure.
Gran part de l'economia de la zona es basa en l'agricultura, sobretot la vinya, l'olivera i l'ametller. Des que degut a la contaminació del subsòl l'antic pou va quedar inutilitzat per al consum humà i es va crear la comunitat de regants, per aprofitar l'aigüa d'aquest pou, l'horta té molta més presència a Saifores.
La indústria està fortament representada amb les fàbriques "Farmalepori – Finaf 92", química, i "DEFIBER", tèxtil, que donen feina a força habitants de Saifores i poblacions del voltant. Altrament, la indústria de l'aviram, granges i purins, està fortament implementada a la zona.

## Geografia
La ubicació geogràfica de Saifores és 41º15’ N – 1º33’ E
Saifores està situat a uns 2 km direcció sud-oest de Banyeres i a uns 5 km al nord-est del Vendrell. Es troba al capdamunt d'un turó a 132 m sobre el nivell del mar i a uns 5 km en línia recta d'aquest.
Saifores està construït sobre roca calcària i quaternària. Amb un clima típicament mediterrani, en estar dalt d'un turó, té una petita diferència de temperatura amb les viles del voltant gràcies a l'oratge arribat del mar i al vent de mestral, que bufa pel coll de Santa Cristina, a la serra del Montmell.

## Política
Saifores és una entitat de població pertanyent al municipi de Banyeres del Penedès, del qual depèn administrativament. Des del retorn de la democràcia, Saifores ha anat alternant el govern municipal entre CIU que va guanyar el 1979 i el 1983 i 2011 i el PSC que ha guanyat la resta d'eleccions municipals. L'actual delegat de l'ajuntament de Banyeres és La Núria Xambó, per CIU.

## Vilatans il·lustres
- Marta Mata (pedagoga),
- Raimon Obiols (polític, actualment ex- eurodiputat),
- Juli Vela (ex-president de la cooperativa Abacus),
- Àngels Garriga (mestra i pedagoga).

## Altres dades i curiositats
- La Festa Major de Saifores se celebra el primer cap de setmana després de Sant Pere (29 de juny).
- El llibre Un rètol per a Curtó d'Àngels Garriga està inspirat en els fets i vivències dels habitants de Saifores.
- A Saifores es troba la seu de la fundació Àngels Garriga de Mata Arxivat 2011-10-21 a Wayback Machine., que també és casa de colònies i centre de trobades.
- Sortint des de Saifores, anualment se celebra la Marxa pels camins del Penedès.[7]
- Ja fa més de vint-i-cinc anys que a Saifores se celebra l'Escola d'Estiu del Penedès.
- Al Celler de Cal Mata, durant la guerra civil, s'hi guardaven els avions de l'exèrcit republicà que s'enlairaven d'un aeròdrom que hi havia als voltants del Torrent de l'Albornà, a prop d'on ara hi ha l'Idiada, circuit de proves tècniques per a vehicles.
- Es diu de Saifores: "Saifores, tot un món".
- Saifores és el primer nucli urbà de Catalunya absolutament digitalitzat en 3D mitjançant la interfície de Google Earth.